# Андрюшок Микола Васильович
Микола Васильович Андрюшок (10 вересня 1925, Стаханово — 4 вересня 1956, Маріуполь) — Герой Радянського Союзу, в роки радянсько-німецької війни навідник гармати 1995-го зенітного артилерійського полку 68-ї зенітної артилерійської дивізії 4-ї танкової армії 1-го Українського фронту, старшина.

## Біографія
Народився 10 вересня 1925 рокув селі Стахановому Любецького району (нині село Березівка Ріпкинського району) в селянській родині. Українець. Закінчив 7 класів школи. Працював у колгоспі. У 1932 році сім'я переїхала в село Піщане Старобільського району Ворошиловоградської області.
У Червоній Армії з 1943 року. У діючій армії з травня 1944 року. Особливо відзначився в боях на території Польщі. У районі населеного пункту Пословіце, розташованого за шість кілометрів на південний захід від галицького міста Кельці. 15 січня 1945 року батарея піддалася атаці двох піхотних батальйонів з танками. Використовуючи зенітну гармату для стрільби по наземних цілях, Микола Андрюшок особисто знищив танк і багато німців.
Указом Президії Верховної Ради СРСР від 10 квітня 1945 року «за зразкове виконання бойових завдань командування на фронті боротьби з німецько-фашистським загарбниками і проявлені при цьому мужність і героїзм» сержанту Андрюшку Миколі Васильовичу присвоєно звання Героя Радянського Союзу з врученням ордена Леніна і медалі «Золота Зірка» (№ 6 011).
Після війни М. В. Андрюшок жив у селі Піщананому. Член ВКП (б) з 1946 року. З 1950 року жив у місті Жданові. Закінчив шоферські курси, працював у міському відділі Державної автоінспекції в званні лейтенанта, потім старшого лейтенанта. Помер 4 вересня 1956 року. Похований на Клиновому кладовищі по вулиці К. Лібкнехта в Маріуполі.

## Нагороди
Нагороджений орденами Леніна, Червоного Прапора, Червоної Зірки, «Хрестом хоробрих» (Польща), медалями.

## Пам'ять
У Санкт-Петербурзі, у Військово-історичному музеї артилерії, інженерних військ і військ зв'язку на вічному зберіганні знаходиться 37-міліметрова автоматична зенітна гармата, у розрахунку якої бився Герой.
Його ім'я носила піонерська дружина Карячевської школи Старобільського району Луганської області. На будівлі школи № 2 в місті Старобільську встановлена меморіальна дошка.
Школа в селі Піщаному (Старобільський район, Луганська область) нині носить ім'я Миколи.

## Джерело-посилання
- Видатні представники Ріпкинського району [Архівовано 18 серпня 2013 у Wayback Machine.] на Ріпкинське відділення громадської організації в Києві «Товариство „Чернігівське земляцтво“» [Архівовано 21 січня 2012 у Wayback Machine.]